# Premios ARIA
Los Premios musicales de la Asociación Australiana de la Industria de la Grabación (comúnmente conocidos informalmente como ARIA Music Awards, ARIA Awards o simplemente ARIAs) es una serie anual de noches de premios que celebran la industria musical australiana, organizados por la Asociación Australiana de la Industria Discográfica (ARIA). El evento se viene celebrando anualmente desde 1987 y engloba los premios generales específicos de género y los populares (estos son los que se suelen denominar «los premios ARIA«), así como los Fine Arts Awards y los Artisan Awards (celebrados por separado desde 2004), los Achievement Awards y el ARIA Hall of Fame (estos últimos se celebraron por separado de 2005 a 2010, pero volvieron a la ceremonia general en 2011). En 2010, ARIA introdujo por primera vez premios votados por el público.
Ganar un premio ARIA, o incluso ser nominado a él, da lugar a una gran atención mediática y publicidad sobre un artista, y suele multiplicar varias veces las ventas de grabaciones, así como su importancia en las listas; en 2005, por ejemplo, después de que Ben Lee ganara tres premios, su álbum Awake Is the New Sleep saltó del número 31 al número 5 en las listas ARIA, su posición más alta. En octubre de 1995, la cantautora Tina Arena se convirtió en la primera mujer en ganar el Álbum del Año por Don't Ask (1994) y la Canción del Año por «Chains». Antes de la ceremonia, el álbum había alcanzado la certificación de 3× platino (por la venta de 210 000 copias) y a finales de año obtuvo la de 8× platino (560 000 copias) y había encabezado la lista de álbumes de fin de año.

## Historia
En 1983, las seis principales compañías discográficas que operaban en Australia, EMI, Festival Records, CBS (ahora Sony Music), RCA (ahora BMG), WEA (ahora Warner Music) y PolyGram (ahora Universal) crearon la Asociación Australiana de la Industria Discográfica (ARIA), que sustituyó a la Asociación Australiana de Fabricantes de Discos (AARM), creada en 1956. Más tarde incluyó a pequeñas discográficas que representaban a artistas y sellos independientes, y contaban con más de 100 miembros.
El programa de música pop de la televisión australiana Countdown presentó su propia ceremonia anual de entrega de premios, Countdown Music and Video Awards, coproducida por Carolyn James (también conocida como Carolyn Bailey) de 1981 a 1984 y, en los dos últimos años, en colaboración con ARIA. ARIA ofrecía votaciones por pares para algunos premios, mientras que Countdown ofrecía cupones en la revista relacionada Countdown Magazine para que los telespectadores votaran por premios populistas. En la ceremonia de entrega de premios Countdown de 1985, celebrada el 14 de abril de 1986, los fans de INXS y Uncanny X-Men se pelearon durante la retransmisión, por lo que ARIA decidió celebrar sus propios premios. El periodista musical australiano Anthony O'Grady describió a los fans de Uncanny X-Men «chillando de consternación y burla cada vez que a sus héroes se les negaba un premio». Finalmente, cuando INXS fue anunciado como ganador de Mejor Grupo y Michael Hutchence se dirigió hacia el escenario, los fans de X-Men desplegaron una pancarta de 2 metros en la que se leía: «¡'@*l! OFF POCK FACE' (Cara con viruela en inglés)».
Tras esa ceremonia, ARIA retiró su apoyo a los premios Countdown. Mientras tanto, cuatro representantes de la industria musical se habían reunido en Sydney: un gestor de talentos, Peter Rix, y tres ejecutivos de compañías discográficas, Brian Harris, Peter Ikin y Gil Robert. Rix resumió el resultado: «la industria se merecía una noche de premios votada por los colegas y tenía que ser sancionada» por ARIA. Su «propósito principal era aspirar a algún tipo de visión objetiva de la excelencia en la grabación». En lugar de que la junta de la ARIA pagara todo el coste del evento, «ideamos un plan por el que los Premios ARIA se financiarían con la compra de entradas para una cena por parte de las compañías discográficas». Rix y su grupo se dirigieron a los miembros del consejo de ARIA, Paul Turner (también director general de WEA) y Brian Smith (director general de BMG), entonces presidente de ARIA. Tras varios meses defendiendo el cambio, Rix fue nombrado presidente de «un comité para convocar la edición inaugural de los premios ARIA».
A partir de la primera ceremonia, el 2 de marzo de 1987, ARIA administró sus propios Premios de la Música ARIA, totalmente votados por sus pares, para «reconocer la excelencia y la innovación en todos los géneros de la música australiana» con una ceremonia anual. Inicialmente incluido en las mismas ceremonias de entrega de premios, estableció el Salón de la Fama ARIA en 1988, celebró ceremonias anuales separadas de 2005 a 2010, el Salón de la Fama regresó a la ceremonia general en 2011. El Salón de la Fama ARIA «honra los logros de los músicos australianos [que] han tenido un impacto significativo en Australia o en todo el mundo».
La primera ceremonia, celebrada en 1987, contó con Elton John como presentador y tuvo lugar en el Sheraton Wentworth Hotel de Sydney. No hubo actuaciones en directo en los primeros ARIA, la música para la entrada y la salida corrió a cargo de Rick Powell, DJ de un club nocturno. Todas las ceremonias posteriores se celebraron en Sydney, excepto la de 1992, que tuvo lugar en el World Congress Centre de Melbourne. En 2010, ARIA introdujo por primera vez premios votados por el público. Ganar un premio ARIA, o incluso ser nominado a él, genera una gran atención mediática y publicidad sobre un artista, y puede multiplicar las ventas de sus grabaciones, así como su importancia en las listas. En 2005, por ejemplo, después de que Ben Lee ganara tres premios, su álbum Awake Is the New Sleep saltó del número 31 al número  5 en las listas ARIA, su posición más alta.

### Historia de la radiodifusión
Los cinco primeros premios ARIA no fueron televisados. En la primera ceremonia de entrega, el 2 de marzo de 1987, el presentador, Elton John, aconsejó a la industria que los mantuviera fuera de la televisión «si quieren que estos premios sigan siendo divertidos». En junio de ese año, Countdown aún tenía su propia ceremonia de entrega de premios, que era televisada, «así que no se pensó en ir a la televisión». La primera ceremonia televisada de los premios ARIA tuvo lugar en 1992, todas las ceremonias posteriores fueron televisadas. Se emitieron en Network Ten de 2002 a 2008 y volvieron en 2010. Nine Network emitió la ceremonia el 26 de noviembre de 2009, su canal digital, GO!, emitió los ARIA Music Awards 2011 el 27 de noviembre de 2011.

### Controversia
En la ceremonia de 1988 se produjo un altercado entre el manager del grupo, Gary Morris, que recogía los premios para Midnight Oil, y el antiguo presentador de Countdown, Ian «Molly» Meldrum. El conflicto surgió a raíz de la visita del artista británico Bryan Ferry, que también había presentado un premio. Morris se opuso a la presencia de Ferry y le insultó. Meldrum defendió a Ferry y se peleó con Morris. Ese mismo año, Midnight Oil fue nominada al premio al mejor disco indígena por Diesel and Dust, a pesar de no contar con ningún miembro indígena. Morris se opuso a esa decisión de ARIA, «un premio indígena debe ir a una banda indígena». En 1995, el grupo de música electrónica Itch-E and Scratch-E ganó el premio inaugural al «Mejor lanzamiento dance» por su sencillo «Sweetness and Light». Paul Mac, miembro del grupo, agradeció a los traficantes de éxtasis de Sydney su ayuda. Uno de los patrocinadores de los premios, ese año, fue la Ofensiva Nacional contra la Droga. En 2005 Mac explicó que no esperaba ganar y por eso no había preparado un discurso. Su discurso fue pitado para la retransmisión televisiva.
Durante el proceso de votación de 2004, el antiguo DJ de la radio 3RRR Cousin Creep (alias Craig Barnes), publicó su nombre de usuario y contraseña en un sitio de música, Rocknerd, permitiendo votaciones públicas, antes de ser eliminado de la votación dos días después. La retransmisión de los premios ARIA 2007 se vio empañada por la polémica después de que el programa Media Watch de la ABC revelara que Network Ten había utilizado publicidad subliminal durante la emisión, lo que, según las normas australianas sobre medios de comunicación y radiodifusión, es ilegal. Network Ten rebatió el hallazgo; sin embargo, Media Watch criticó la base de su defensa, que demostraba un desconocimiento de las normas.
Tony Cohen, productor discográfico e ingeniero de sonido de Nick Cave y the Cruel Sea, que ganó tres premios Artisan a mediados de los noventa, describió la forma en que la Junta de la ARIA determina los ganadores de los premios generales: «Me parecen un poco hipócritas esos premios ARIA. Es decir, los premios para los técnicos son bastante honestos, pero los de los artistas de verdad, básicamente las discográficas se sientan en una reunión y deciden cuál de sus actuaciones va a ganar este año y todo eso, ese tipo de cosas. Es una especie de promoción».En concreto, señaló que Gabriella Cilmi ganó seis trofeos en 2008, «como esa chica que lo ganó todo... que sólo tenía una canción. Es una gran canción pero, quiero decir, preferiría ver primero un poco de longevidad... Le deseo suerte y todo, pero simplemente no la tienes, especialmente con chicos tan jóvenes».
La retransmisión de 2010 fue criticada en los medios de comunicación: Neil Walker de Crikey denunció el «infamemente caótico fiasco de la Ópera de Sídney», Rebekah Devlin, de The Punch, especuló con la posibilidad de que fuera la peor retransmisión de la historia: «parecía que nos habíamos tropezado con una fiesta furiosa de la lista A y definitivamente no estábamos invitados [...] Los invitados que estuvieron allí dijeron que fue una gran noche, pero reaviva el debate sobre qué son realmente los Arias... ¿es un evento organizado para los músicos y la gente que está allí, o es para una audiencia televisiva?», Kathy McCabe, del Daily Telegraph, considera que «el problema subyacente de las retransmisiones de los dos últimos años es que han intentado ser todo para todos y hacer demasiado», y aconseja que ARIA contrate a «profesionales que hagan su trabajo con profesionalidad, les dé tiempo suficiente para ensayar y les permita protestar cuando la letra no funcione». En 2011 el vocalista y guitarrista de Dallas Crane, Dave Larkin esperaba una mejora de ARIA y de la retransmisión, «[es]tan asqueroso fue el partido de gritos 'rechoncho-en-los-pasos-de-casa-de-opera' del año pasado, que todavía me quema un reflujo brutal sólo de pensar en las horribles profundidades a las que cayeron nuestra asediada industria y su desafortunada audiencia en esa noche del infierno de la pequeña pantalla» y sintió que su principal defecto era que los «ARIAs nunca parecen tomarse el tiempo suficiente o el orgullo de educar a las masas sobre nuestras leyendas de la industria local...»«... Nunca parece que se haga suficiente referencia u homenaje a los grandes pioneros del pop y el rock australianos que hicieron y siguen haciendo de la música australiana lo que es hoy».